# Distrito de Sikkim oriental
Sikkim oriental (en hindi: पूर्व सिक्किम जिला) es un distrito de la India en el estado de Sikkim. Código ISO: IN.SK.ES.
Comprende una superficie de 964 km².
El centro administrativo es la ciudad de Gangtok.

## Demografía
Según censo 2011 contaba con una población total de 281 293 habitantes, de los cuales 131 033 eran mujeres y 150 260 varones.

## Naturaleza
Su territorio abarca la mayor parte del Santuario de Vida Salvaje Pangolakha.

## Localidades
- Aritar